# PGC 42725
LEDA/PGC 42725 (auch NGC 4644B) ist eine Spiralgalaxie vom Hubble-Typ Sc im Sternbild Großer Bär am Nordsternhimmel. Sie ist schätzungsweise 219 Millionen Lichtjahre von der Milchstraße entfernt und hat einen Durchmesser von etwa 115.000 Lichtjahren. Vom Sonnensystem aus entfernt sich das Objekt mit einer errechneten Radialgeschwindigkeit von näherungsweise 4.800 Kilometern pro Sekunde.
Gemeinsam mit NGC 4644 bildet sie das gravitativ gebundene Galaxienpaar Holm 447 oder KPG 352. Weiterhin gilt sie als Teil der zehn Mitglieder zählenden Lyons Groups of Galaxies LGG 300 unter NGC 4686. Im selben Himmelsareal befinden sich unter anderem die Galaxien NGC 4646, PGC 214022, PGC 2487305, PGC 2497835.